# Alice in Borderland
Alice in Borderland (今際の国のアリス, Imawa no Kuni no Arisu?) es un manga japonés de suspenso escrito e ilustrado por Haro Aso. Fue serializado por la revista Shōnen Sunday S, de la editorial Shōgakukan, desde noviembre de 2010 hasta marzo de 2015, trasladado posteriormente a Weekly Shōnen Sunday en abril de 2015 y finalizado en marzo de 2016.
Alice en Borderland fue adaptado a un OVA de 3 episodios, que fue emitido desde octubre de 2014 hasta febrero de 2015. Una serie de acción en vivo producida por Netflix y dirigida por Shinsuke Satō fue estrenada a nivel mundial en diciembre de 2020.

## Sinopsis
Arisu, Karube, y Chōta, un trío de alumnos de instituto, están aburridos con sus vidas actuales. Durante un festival de fuegos artificiales, Arisu desea vivir en un mundo diferente, uno que le resulte más apasionante. Su deseo es concedido y los tres son transportados a un aparente mundo paralelo posapocalíptico . Después de entrar a lo que parece ser un festival vacío,  son saludados por una mujer que les dice que han "entrado a su juego". Después de explicar el juego les revela que, en Borderland,  deben jugar juegos para sobrevivir.
Cada juego es una aventura donde ponen en riesgo su propia vida. Al terminar cada juego, los personajes son premiados con cartas de un mazo francés, que deben coleccionar para encontrar el camino a su libertad.

## Personajes
Ryōhei Arisu (有栖 良平 Arisu Ryōhei?)
Voz por: Yoshimasa Hosoya
Yuzuha Usagi (宇佐木 柚葉 Usagi Yuzuha?)
Voz por: Minako Kotobuki
Daikichi Karube (苅部 大吉 Karibe Daikichi?)
Voz por: Tatsuhisa Suzuki
Chōta Segawa (勢川 張太 Segawa Chōta?)
Voz por: Tsubasa Yonaga
Saori Shibuki (紫吹 小織 Shibuki Saori?)
Voz por: Maaya Sakamoto
Shuntarō Chishiya (苣屋 駿太郎 Chishiya Shuntarō?)
Voz por:Nijiro Murakami
Hikari Kuina (水鶏 光 Kuina Hikari?)

## Medios de comunicación

### Manga
Alice en Borderland está escrito e ilustrado por Haro Aso. Publicado por la revista Shogakukan en su dominical Shōnen domingo S desde 25 de noviembre de 2010 a al 25 de marzo de 2015, aunque más posteriormente en su tirada dominical Weekly Shonen Sunday desde el 8 de abril de 2015 hasta el 2 de marzo del 2016. Shogakukan compiló sus capítulos individuales en dieciocho volúmenestankōbon , publicados desde el 18 de abril del 2011 hasta el 18 de abril de 2016.

#### Spin-offs
Un spin-off, titulado Daiya no King (だいやのきんぐ Daiya no Kingu?, lit. "Rey de Diamantes"), fue publicado en Semanal Shōnen domingo desde el 15 de octubre del 2014 hasta el 4 de febrero del 2015.
Otro spin-off, Alice on Border Road (今際の路のアリス Imawa no Michi no Arisu?), escrito por Aso e ilustrado por Takayoshi Kuroda, fue publicado en Shogakukan  Monthly Sunday Gene-X desde el 19 de agosto del 2015 hasta el 19 de febrero del 2018. Shogakukan compiló los capítulos en ocho volúmenes tankōbon, publicados desde el 18 de enero del 2016 hasta el 19 de marzo del 2017.
Otra serie, Alice in Borderland: Retry (今際の国のアリス RETRY Imawa no Kuni no Arisu Retry?), empezó en el 46.º edición de Weekly Shōnen Sunday, publicada el 14 de octubre del 2020. La serie finalizará el 20 de enero del  2021. Shogakukan lanzó el primer tankōbon el 11 de diciembre del 2020. El segundo y el volumen final serán lanzados el 18 de febrero del 2021.

#### Lista de volúmenes

##### Alice in Borderland
| N.º | Fecha de estreno          | ISBN                 |
| --- | ------------------------- | -------------------- |
| 1   | 18 de abril del 2011      | 978-4-09-122819-2\|- |
| 2   | 16 de septiembre del 2011 | 978-4-09-123269-4    |
| 3   | 18 de enero del 2012      | 978-4-09-123444-5    |
| 4   | 18 de enero del 2012      | 978-4-09-123779-8    |
| 5   | 18 de octubre del 2012    | 978-4-09-123897-9    |
| 6   | 18 de enero del 2013      | 978-4-09-124171-9    |
| 7   | 17 de mayo del 2013       | 978-4-09-124304-1    |
| 8   | 16 de agosto del 2013     | 978-4-09-124363-8    |
| 9   | 18 de diciembre del 2013  | 978-4-09-124514-4    |
| 10  | 18 de marzo del 2014      | 978-4-09-124580-9    |
| 11  | 18 de junio del 2014      | 978-4-09-124667-7    |
| 12  | 17 de octubre del 2014    | 978-4-09-125308-8    |
| 13  | 18 de diciembre del 2014  | 978-4-09-125416-0    |
| 14  | 18 de febrero del 2015    | 978-4-09-125560-0    |
| 15  | 18 de mayo del 2015       | 978-4-09-125837-3    |
| 16  | 18 de septiembre del 2015 | 978-4-09-126206-6    |
| 17  | 18 de enero del 2016      | 978-4-09-126698-9    |
| 18  | 18 de abril de 2016       | 978-4-09-127097-9    |

##### Alice on Border Road
| N.º | Fecha de estreno         | ISBN              |
| --- | ------------------------ | ----------------- |
| 1   | 18 de enero del 2016     | 978-4-09-122819-2 |
| 2   | 18 de abril de 2016      | 978-4-09-123269-4 |
| 3   | 19 de agosto del 2016    | 978-4-09-123444-5 |
| 4   | 19 de enero del 2016     | 978-4-09-123779-8 |
| 5   | 19 de junio del 2016     | 978-4-09-123897-9 |
| 6   | 17 de noviembre del 2016 | 978-4-09-124171-9 |
| 7   | 19 de enero del 2016     | 978-4-09-124304-1 |
| 8   | 19 de marzo del 2016     | 978-4-09-124363-8 |

##### Alice in Borderland: Retry
| N.º | Fecha de estreno         | ISBN              |
| --- | ------------------------ | ----------------- |
| 1   | 11 de diciembre del 2020 | 978-4-09-850365-0 |
| 2   | 18 de febrero del 2021   | 978-4-09-850388-9 |

### Animación de vídeo original (OVA)
La serie fue adaptada a un OVA (animación de vídeo original), producido por Silver Link y Connect y dirigido por Hideki Tachibana. El primer OVA fue empaquetado junto con el 12.º volumen del manga, de edición limitada, el 17 de octubre del 2014. El segundo OVA  fue empaquetado junto con el 13.º volumen del manga, de edición limitada, el 18 de noviembre del 2014. El tercer y último OVA fue empaquetado junto con el 14.º volumen del manga, de edición limitada, el 18 de febrero del 2015.

### Serie de acción real
Una serie de acción real de 16 episodios, producida por Netflix y dirigida por Shinsuke Sentóō, fue estrenada el 10 de diciembre del 2020 simultáneamente en más de 190 países en todo el mundo . Estuvo protagonizada por Kento Yamazaki (Ryōhei Arisu) y Tao Tsuchiya (Yuzuha Usagi). El 24 de diciembre del 2020 se anunció una segunda temporada.

## Recepción
Desde marzo del 2016, el manga tuvo 1.3 millones de copias en circulación. El volumen 11 llegó al 48.º sitio en las listas semanales de manga de Oricon  y, hasta el 22 de junio del 2014, había vendido 21 496 copias.